# 氢氧化镱
氢氧化镱是一种无机化合物，化学式为Yb(OH)3。

## 化学性质
氢氧化镱可溶于酸，生成镱盐：
Yb(OH)3 + 3 H+ → Yb3+ + 3 H2O
氢氧化镱受热分解，先生成YbO(OH)，继续加热得到Yb2O3。它和氢氧化氧铝（AlOOH）在1400 °C反应，可以得到Yb3Al5O12。